# Heinz Röthke
Heinz Röthke (Murów, 19 gennaio 1912 – Wolfsburg, 14 luglio 1966) è stato un agente segreto e criminale di guerra tedesco, l'esperto della Gestapo a Parigi e come tale fu il responsabile dei campi di concentramento nella Francia occupata e della deportazione degli ebrei stessi, tra il 1940 e il 1944, durante l'Olocausto..

## Biografia
Röthke studiò prima teologia e poi legge laureandosi con un dottorato in giurisprudenza presso l'Università di Berlino. Durante l'occupazione tedesca della Francia, prestò servizio come Kriegsverwaltungsrat (consigliere dell'amministrazione militare) a Brest, prima di diventare il vice di Theodor Dannecker, il principale artefice della soluzione finale della questione ebraica nella primavera del 1942.
Subentrò a Dannecker a capo del dipartimento per gli "Affari Ebraici" il 2 luglio 1942. Sotto la sua supervisione, iniziarono a essere deportati, oltre gli uomini, anche le donne, i bambini e gli anziani ebrei. Röthke prestò servizio in questo ruolo fino all'agosto 1944. I suoi assistenti furono Ernst Heinrichsohn e Horst Ahnert.
Il 6 marzo scrisse in un memorandun:
Nel 1945, Röthke fu dichiarato colpevole di crimini di guerra da un tribunale francese e condannato a morte in contumacia. Fuggì in Germania Ovest dove riprese la sua carriera di avvocato e visse indisturbato a Wolfsburg. Röthke morì di morte naturale nel luglio 1966 a Wolfsburg.

### Approfondimenti
- Klee Ernst, Das Personenlexikon zum Dritten Reich, Frankfurt am Main, Fischer, 2007, ISBN 978-3-596-16048-8.
- Brunner Bernhard, Der Frankreich-Komplex: die nationalsozialistischen Verbrechen in Frankreich und die Justiz der Bundesrepublik Deutschland, Göttingen, Wallstein Verlag, 2004, ISBN 9783892446934.
- Israel Gutman (a cura di), Enzyklopädie des Holocaust - Die Verfolgung und Ermordung der europäischen Juden, 3ª ed., München, Zürich, Piper Verlag, 1998, ISBN 3-492-22700-7.
- Ahlrich Meyer, Täter im Verhör. Die „Endlösung der Judenfrage“ in Frankreich 1940–1944, Darmstadt, Wissenschaftliche Buchgesellschaft, 2005, ISBN 3-534-17564-6.